# Ernesto Pedrosa

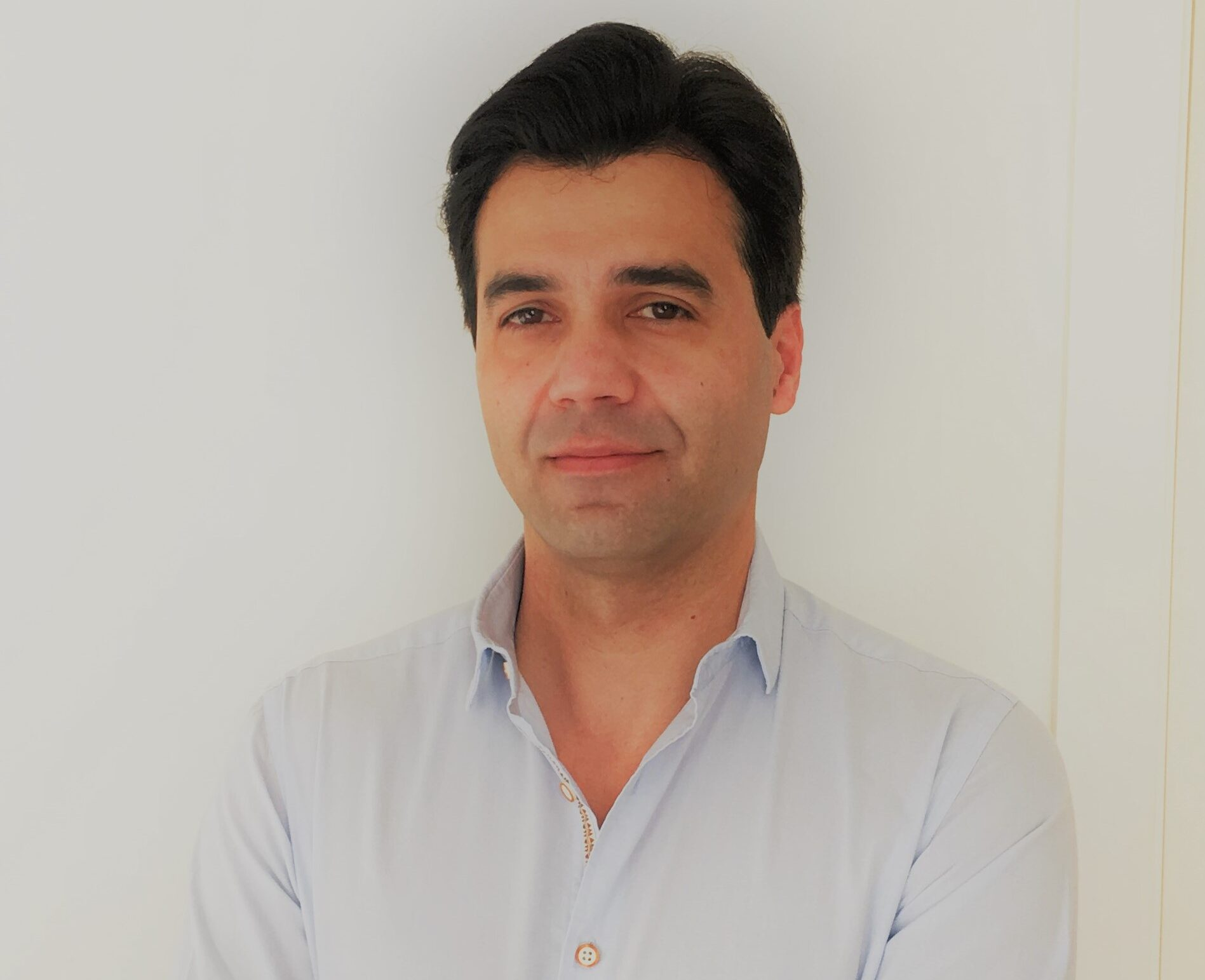
Ernesto Pedrosa em 2019

Ernesto Pedrosa (Braga, 3 de junho de 1977) é um engenheiro de software e empresário português. 

## Biografia
Formou-se na Universidade do Minho e iniciou o seu percurso profissional como programador independente ainda durante os anos de faculdade.  
Em 2003, juntou-se à startup MobiComp, que na época tinha apenas dois anos de existência, tendo trabalhado no desenvolvimento do produto que veio a distinguir a empresa, o MobileKeeper. Quando a MobiComp foi adquirida pela Microsoft em 2008, assumiu a liderança enquanto Senior Dev Lead na divisão de Negócios de Comunicação Móvel da Microsof.
Em outubro de 2017, Ernesto Pedrosa cofundou a Automaise, juntamente com Carlos Oliveira, empresa que desenvolveu uma plataforma no-code/low-code para soluções baseadas em Inteligência Artificial para otimização de produtividade nas operações de apoio ao cliente. Neste momento, Ernesto é CEO da empresa. 